# Drasteria ingeniculata
Drasteria ingeniculata är en fjärilsart som beskrevs av Morrison 1875. Drasteria ingeniculata ingår i släktet Drasteria och familjen nattflyn. Inga underarter finns listade i Catalogue of Life.